# Coupe du monde de football 1990
 (mai 2025).
Si vous disposez d'ouvrages ou d'articles de référence ou si vous connaissez des sites web de qualité traitant du thème abordé ici, merci de compléter l'article en donnant les références utiles à sa vérifiabilité et en les liant à la section « Notes et références ».
Navigation
Mexique 1986 États-Unis 1994
La Coupe du monde de football de 1990 est la quatorzième édition de la Coupe du monde de football.
Elle se tient en Italie du 8 juin au 8 juillet 1990 et est remportée par l’Allemagne de l’Ouest pour la troisième fois après 1954 et 1974.
Cette édition est marquée par le parcours du Cameroun qui devient la première équipe africaine à atteindre les quarts de finale, grâce à un doublé de son buteur vedette Roger Milla en huitièmes face à la Colombie (2-1). Le parcours camerounais s'arrête en prolongation (3-2) devant l'Angleterre qui est ensuite battue en demi-finale aux tirs au but par l'Allemagne de l’Ouest. C'est à cette occasion que l'attaquant anglais Gary Lineker prononce la célèbre phrase « Le football est un sport simple : 22 hommes courent après un ballon pendant 90 minutes, et à la fin, c'est l'Allemagne qui gagne ». L'Argentine la rejoint en finale en disposant de l'Italie sur son terrain du stade San Paolo de Naples 1-1 après prolongation et 4-3 aux tirs au but.
L'Allemagne de l’Ouest remporte la finale le 8 juillet 1990 au Stadio Olimpico de Rome face à l'équipe de Diego Maradona sur un penalty transformé par Andreas Brehme en fin de match. L'équipe hôte accroche la troisième place en prenant le meilleur 2-1 sur l'Angleterre dans la « Petite finale », et Totò Schillaci est le meilleur buteur de la compétition dont il est également élu meilleur joueur, avec six réalisations.

## Déroulement
L'Italie accueille la Coupe du monde pour la deuxième fois après celle de 1934. Bien organisée d'un point de vue logistique, la compétition reste pourtant l'une des plus tristes de l'histoire sur le plan sportif : jeu fermé, défensif, voire violent.
Toujours aussi réaliste et bien organisée, la sélection allemande se hisse en finale pour la troisième fois d'affilée et remporte sa troisième Coupe du monde (après 1954 et 1974) en prenant sa revanche contre l'Argentine, alors que son pays vit la réunification. Dépité après l'élimination des siens en demi-finale par l'Allemagne, le capitaine anglais Gary Lineker livre alors cette savoureuse définition du football : « Le football est un sport simple : 22 hommes courent après un ballon pendant 90 minutes, et à la fin, c'est l'Allemagne qui gagne. »
L'Italie ne parvient pas à rééditer sa performance de 1934 lorsqu'elle s'était imposée à domicile. Ironie de l'histoire, elle est éliminée en demi-finale à Naples par l'Argentine de Diego Maradona, l'idole locale. Lors de ce match, le public napolitain encouragea plus son idole Maradona que la Squadra. Néanmoins, pour la finale à Rome, le public « maltraita » Maradona et l’équipe d’Argentine :
- l'hymne argentin est sifflé ;
- la bronca s'élève lors des apparitions de Maradona sur l'écran géant du stade ;
- le public applaudit quand Maradona prend un carton jaune.

Mais durant cet été 1990, Naples et toute l'Italie n'ont d'yeux que pour un certain Totò Schillaci. Inconnu du grand public au début du tournoi, appelé à rester confiné sur le banc de touche, cet attaquant termine meilleur buteur de la compétition.

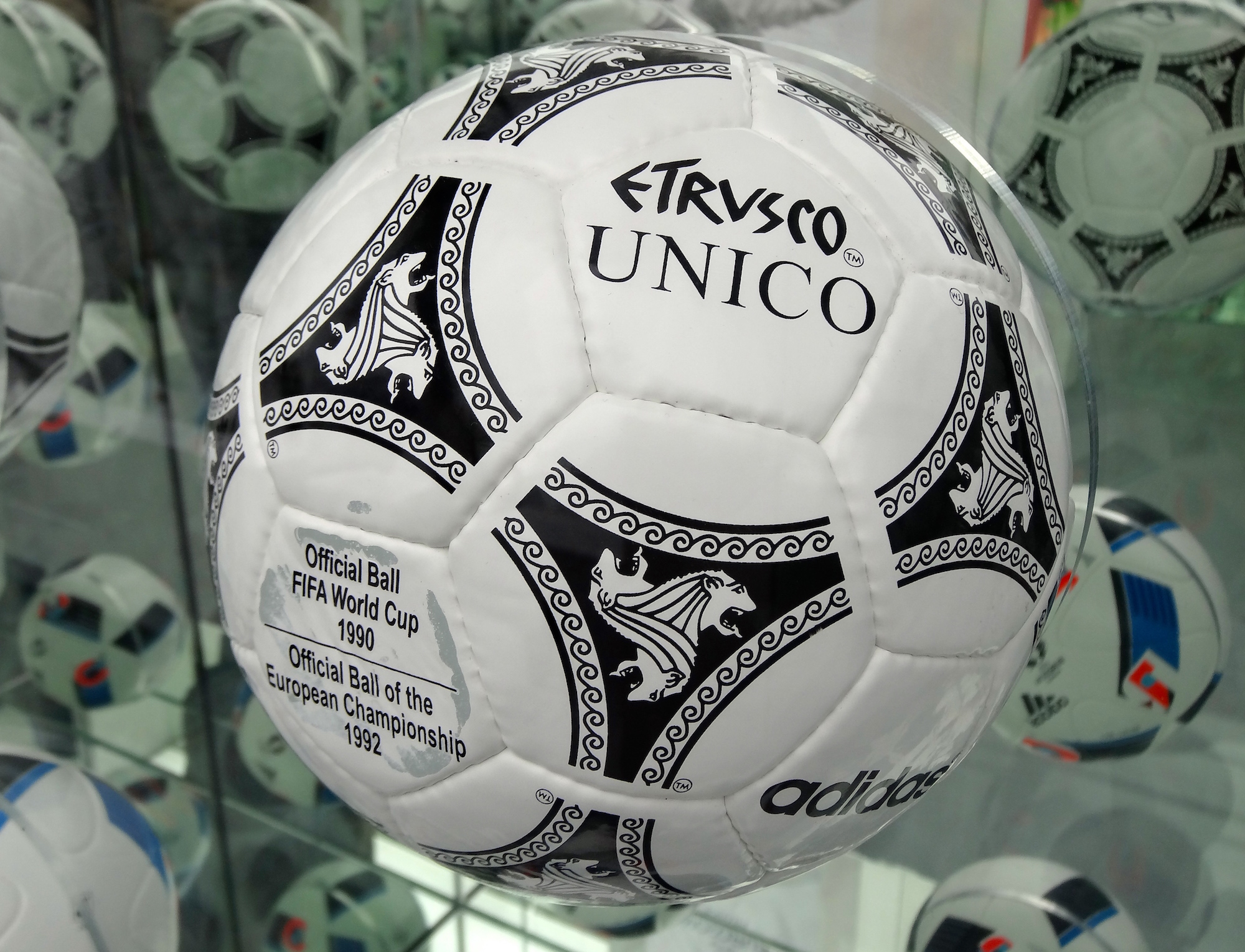
"Etrusco", le ballon du mondial 1990.

La bouffée d'air frais du tournoi est offerte par le Cameroun. Révélations de la compétition, les Lions indomptables et leur attaquant de 38 ans Roger Milla affrontaient dans un match d'ouverture inédit les champions sortants argentins. Le match ayant lieu à Milan, le public a surtout conspué les Argentins et leur star Diego Maradona car ce dernier jouait pour l'ennemi héréditaire le SSC Naples (ce n'est pas la seule fois au cours de ce Mondial que Maradona subit les sifflets puisque ce sera le cas dans tous les stades où l'Argentine a joué jusqu’à la finale (sauf en demi-finale, jouée à Naples), il fut conspué notamment à Turin lors du 8e de finale contre le Brésil lors de l'hymne argentin, avec un stade majoritairement brésilien) . Durant la première mi-temps le Cameroun a bien contenu les assauts argentins. Après un quart d'heure de jeu en seconde période, André Kana-Biyik était exclu. L'avantage numérique ne profitait pas aux Argentins qui encaissèrent le premier but six minutes plus tard, sur une tête piquée de François Omam-Biyik aidé par une petite bévue du gardien argentin Nery Pumpido. L'Argentine serrait le jeu pour tenter d'égaliser mais le Cameroun tenait son exploit même réduit à neuf quand Benjamin Massing reçut un carton rouge à la 89e minute pour un coup violent sur Claudio Caniggia. Puis le Cameroun fait face à la Roumanie dans son deuxième match. La sélection de Roger Milla dans le groupe camerounais avait été controversée. Il avait été un favori dans l'équipe du Cameroun pendant des années, mais il avait maintenant 38 ans. Il était seulement en Italie en raison d'une intervention politique : Paul Biya, le président du Cameroun, avait insisté sur le fait que Milla soit inclus dans l'équipe.
Contre l'Argentine, Milla était seulement apparu pour les dix dernières minutes. Mais dans le match avec la Roumanie, l'entraîneur Valeri Nepomniachtchi du Cameroun l'a fait entrer en jeu a la 58e minute, le score étant alors de 0-0. Cela s'est avéré être un mouvement inspiré, car Milla marqua à deux reprises, laissant exploser sa joie dans un déhanché au poteau de corner. Gavril Balint réduisait la marque pour la Roumanie, mais il était trop tard et le Cameroun tenait sa victoire (2-1) et sa qualification pour les huitièmes de finale. Étonnamment, il fut battu 4-0 dans son dernier match de poule par une Union soviétique désespérée, sans victoire, et tâchant de rester dans le tournoi grâce à la différence de buts. La Roumanie finit deuxième de ce groupe B et l'Argentine fut repêchée pour le second tour au titre de meilleur troisième. Le Cameroun se hissa jusqu'aux quarts de finale, où il se fait éliminer par l'Angleterre au terme d'une prestation héroïque.
Cette édition a également vu la dernière participation de la Tchécoslovaquie, de l'Union soviétique et de la Yougoslavie fortes de toutes les nations respectives qui les composent.
Au cours de la compétition, 238 contrôles antidopage sont effectués. Tous ces tests se révéleront négatifs.

## Les stades
| Rome                               | Milan | Naples | Turin                              |
| ---------------------------------- | --- | --- | ---------------------------------- |
| Stade olympique de Rome            | Stade San Siro | Stade San Paolo | Stadio delle Alpi                  |
| 41° 56′ 01,99″ N, 12° 27′ 17,23″ E | 45° 28′ 40,89″ N, 9° 07′ 27,14″ E | 40° 49′ 40,68″ N, 14° 11′ 34,83″ E | 45° 06′ 34,42″ N, 7° 38′ 28,54″ E  |
| Capacité: 80,258                   | Capacité: 76,398 | Capacité: 74,090 | Capacité: 67,411                   |
|                                    | | |                                    |
| Bari                               | [[Fichier:Italy provincial location map 2016.svg\|400px\|{{#if:\|{{{alt}}}\|Coupe du monde de football 1990 est dans la page Italie.]]Rome Milan Naples Turin Bari Vérone Florence Cagliari Bologne Udine Palerme Gênes Stades de la coupe du monde 1990 | [[Fichier:Italy provincial location map 2016.svg\|400px\|{{#if:\|{{{alt}}}\|Coupe du monde de football 1990 est dans la page Italie.]]Rome Milan Naples Turin Bari Vérone Florence Cagliari Bologne Udine Palerme Gênes Stades de la coupe du monde 1990 | Vérone                             |
| Stade San Nicola                   | [[Fichier:Italy provincial location map 2016.svg\|400px\|{{#if:\|{{{alt}}}\|Coupe du monde de football 1990 est dans la page Italie.]]Rome Milan Naples Turin Bari Vérone Florence Cagliari Bologne Udine Palerme Gênes Stades de la coupe du monde 1990 | [[Fichier:Italy provincial location map 2016.svg\|400px\|{{#if:\|{{{alt}}}\|Coupe du monde de football 1990 est dans la page Italie.]]Rome Milan Naples Turin Bari Vérone Florence Cagliari Bologne Udine Palerme Gênes Stades de la coupe du monde 1990 | Stade Marcantonio-Bentegodi        |
| 41° 05′ 05,05″ N, 16° 50′ 24,26″ E | [[Fichier:Italy provincial location map 2016.svg\|400px\|{{#if:\|{{{alt}}}\|Coupe du monde de football 1990 est dans la page Italie.]]Rome Milan Naples Turin Bari Vérone Florence Cagliari Bologne Udine Palerme Gênes Stades de la coupe du monde 1990 | [[Fichier:Italy provincial location map 2016.svg\|400px\|{{#if:\|{{{alt}}}\|Coupe du monde de football 1990 est dans la page Italie.]]Rome Milan Naples Turin Bari Vérone Florence Cagliari Bologne Udine Palerme Gênes Stades de la coupe du monde 1990 | 45° 26′ 07,28″ N, 10° 58′ 07,13″ E |
| Capacité: 56,875                   | [[Fichier:Italy provincial location map 2016.svg\|400px\|{{#if:\|{{{alt}}}\|Coupe du monde de football 1990 est dans la page Italie.]]Rome Milan Naples Turin Bari Vérone Florence Cagliari Bologne Udine Palerme Gênes Stades de la coupe du monde 1990 | [[Fichier:Italy provincial location map 2016.svg\|400px\|{{#if:\|{{{alt}}}\|Coupe du monde de football 1990 est dans la page Italie.]]Rome Milan Naples Turin Bari Vérone Florence Cagliari Bologne Udine Palerme Gênes Stades de la coupe du monde 1990 | Capacité: 40,976                   |
|                                    | [[Fichier:Italy provincial location map 2016.svg\|400px\|{{#if:\|{{{alt}}}\|Coupe du monde de football 1990 est dans la page Italie.]]Rome Milan Naples Turin Bari Vérone Florence Cagliari Bologne Udine Palerme Gênes Stades de la coupe du monde 1990 | [[Fichier:Italy provincial location map 2016.svg\|400px\|{{#if:\|{{{alt}}}\|Coupe du monde de football 1990 est dans la page Italie.]]Rome Milan Naples Turin Bari Vérone Florence Cagliari Bologne Udine Palerme Gênes Stades de la coupe du monde 1990 |                                    |
| Florence                           | [[Fichier:Italy provincial location map 2016.svg\|400px\|{{#if:\|{{{alt}}}\|Coupe du monde de football 1990 est dans la page Italie.]]Rome Milan Naples Turin Bari Vérone Florence Cagliari Bologne Udine Palerme Gênes Stades de la coupe du monde 1990 | [[Fichier:Italy provincial location map 2016.svg\|400px\|{{#if:\|{{{alt}}}\|Coupe du monde de football 1990 est dans la page Italie.]]Rome Milan Naples Turin Bari Vérone Florence Cagliari Bologne Udine Palerme Gênes Stades de la coupe du monde 1990 | Cagliari                           |
| Stade Artemio-Franchi              | [[Fichier:Italy provincial location map 2016.svg\|400px\|{{#if:\|{{{alt}}}\|Coupe du monde de football 1990 est dans la page Italie.]]Rome Milan Naples Turin Bari Vérone Florence Cagliari Bologne Udine Palerme Gênes Stades de la coupe du monde 1990 | [[Fichier:Italy provincial location map 2016.svg\|400px\|{{#if:\|{{{alt}}}\|Coupe du monde de football 1990 est dans la page Italie.]]Rome Milan Naples Turin Bari Vérone Florence Cagliari Bologne Udine Palerme Gênes Stades de la coupe du monde 1990 | Stade Sant'Elia                    |
| 43° 46′ 50,96″ N, 11° 16′ 56,13″ E | [[Fichier:Italy provincial location map 2016.svg\|400px\|{{#if:\|{{{alt}}}\|Coupe du monde de football 1990 est dans la page Italie.]]Rome Milan Naples Turin Bari Vérone Florence Cagliari Bologne Udine Palerme Gênes Stades de la coupe du monde 1990 | [[Fichier:Italy provincial location map 2016.svg\|400px\|{{#if:\|{{{alt}}}\|Coupe du monde de football 1990 est dans la page Italie.]]Rome Milan Naples Turin Bari Vérone Florence Cagliari Bologne Udine Palerme Gênes Stades de la coupe du monde 1990 | 39° 11′ 57,82″ N, 9° 08′ 05,83″ E  |
| Capacité: 41,300                   | [[Fichier:Italy provincial location map 2016.svg\|400px\|{{#if:\|{{{alt}}}\|Coupe du monde de football 1990 est dans la page Italie.]]Rome Milan Naples Turin Bari Vérone Florence Cagliari Bologne Udine Palerme Gênes Stades de la coupe du monde 1990 | [[Fichier:Italy provincial location map 2016.svg\|400px\|{{#if:\|{{{alt}}}\|Coupe du monde de football 1990 est dans la page Italie.]]Rome Milan Naples Turin Bari Vérone Florence Cagliari Bologne Udine Palerme Gênes Stades de la coupe du monde 1990 | Capacité: 40,117                   |
|                                    | [[Fichier:Italy provincial location map 2016.svg\|400px\|{{#if:\|{{{alt}}}\|Coupe du monde de football 1990 est dans la page Italie.]]Rome Milan Naples Turin Bari Vérone Florence Cagliari Bologne Udine Palerme Gênes Stades de la coupe du monde 1990 | [[Fichier:Italy provincial location map 2016.svg\|400px\|{{#if:\|{{{alt}}}\|Coupe du monde de football 1990 est dans la page Italie.]]Rome Milan Naples Turin Bari Vérone Florence Cagliari Bologne Udine Palerme Gênes Stades de la coupe du monde 1990 |                                    |
| Bologne                            | Udine | Palerme | Gênes                              |
| Stade Renato-Dall'Ara              | Stade Friuli | Stadio La Favorita | Stade Luigi-Ferraris               |
| 44° 29′ 32,33″ N, 11° 18′ 34,8″ E  | 46° 04′ 53,77″ N, 13° 12′ 00,49″ E | 38° 09′ 09,96″ N, 13° 20′ 32,19″ E | 44° 24′ 59,15″ N, 8° 57′ 08,74″ E  |
| Capacité: 37,825                   | Capacité: 38,685 | Capacité: 36,982 | Capacité: 35,921                   |
|                                    | | |                                    |

## Équipes qualifiées
Voir l'article : Tour préliminaire de la coupe du monde de football 1990
| Carte                                          | Europe (UEFA) 14 places dont une au pays hôte | Amérique du Sud (CONMEBOL) 4 places dont une pour le champion en titre         | Afrique (CAF) 2 places                          |
| ---------------------------------------------- | --- | ------------------------------------------------------------------------------ | ----------------------------------------------- |
| Équipes qualifiées pour la Coupe du monde 1990 | - Allemagne de l'Ouest : 12e phase finale - Angleterre : 9e - Autriche : 6e - Belgique : 8e - Écosse : 7e - Espagne : 8e - Irlande : 1re - Italie PO : 12e - Pays-Bas : 5e - Roumanie : 5e - Suède : 8e - Tchécoslovaquie : 8e - URSS : 7e - Yougoslavie : 8e | - Argentine T : 10e phase finale - Brésil : 14e - Colombie : 2e - Uruguay : 9e | - Cameroun : 2e phase finale - Égypte : 2e      |
| Océanie (OFC) 0 place                          | - Allemagne de l'Ouest : 12e phase finale - Angleterre : 9e - Autriche : 6e - Belgique : 8e - Écosse : 7e - Espagne : 8e - Irlande : 1re - Italie PO : 12e - Pays-Bas : 5e - Roumanie : 5e - Suède : 8e - Tchécoslovaquie : 8e - URSS : 7e - Yougoslavie : 8e | Amérique du Nord, Centrale et Caraïbes (CONCACAF) 2 places                     | Asie (AFC) 2 places                             |
|                                                | - Allemagne de l'Ouest : 12e phase finale - Angleterre : 9e - Autriche : 6e - Belgique : 8e - Écosse : 7e - Espagne : 8e - Irlande : 1re - Italie PO : 12e - Pays-Bas : 5e - Roumanie : 5e - Suède : 8e - Tchécoslovaquie : 8e - URSS : 7e - Yougoslavie : 8e | - Costa Rica : 1re - États-Unis : 4e phase finale                              | - Corée du Sud : 3e - Émirats arabes unis : 1re |

C'est la première participation pour le Costa Rica, les Émirats arabes unis et l'Irlande.

## Tirage au sort
| Tête de série | Chapeau 1                                                              | Chapeau 2                                                            | Chapeau 3                                                     |
| --- | ---------------------------------------------------------------------- | -------------------------------------------------------------------- | ------------------------------------------------------------- |
| Italie (pays hôte) Argentine (premier) Brésil (deuxième) Allemagne de l'Ouest (troisième) Belgique (quatrième) Angleterre (cinquième) | Cameroun Costa Rica Égypte Corée du Sud Émirats arabes unis États-Unis | Colombie Tchécoslovaquie République d'Irlande Roumanie Suède Uruguay | Autriche Pays-Bas Écosse Espagne Union soviétique Yougoslavie |

## Premier tour

### Groupe A
Ce groupe voit le retour des États-Unis en Coupe du monde, quarante ans après leur dernière participation. Ils termineront bons derniers avec 3 défaites, 2 buts inscrits et 8 encaissés. L'Autriche est l'un des deux pays à ne pas faire partie des meilleurs troisièmes. L'Italie gagne tous ses matchs et n'encaisse aucun but (elle en marque 4). Les Tchécoslovaques finissent deuxièmes avec 4 points.
| Classement final |                 |     |   |   |   |   |    |    |      |
|                  | Équipe          | Pts | J | G | N | P | BP | BC | Diff |
| 1                | Italie          | 6   | 3 | 3 | 0 | 0 | 4  | 0  | +4   |
| 2                | Tchécoslovaquie | 4   | 3 | 2 | 0 | 1 | 6  | 3  | +3   |
| 3                | Autriche        | 2   | 3 | 1 | 0 | 2 | 2  | 3  | -1   |
| 4                | États-Unis      | 0   | 3 | 0 | 0 | 3 | 2  | 8  | -6   |

| 9 juin  | Italie          | 1 | 0 | Autriche        |
| 10 juin | Tchécoslovaquie | 5 | 1 | États-Unis      |
| 14 juin | Italie          | 1 | 0 | États-Unis      |
| 15 juin | Autriche        | 0 | 1 | Tchécoslovaquie |
| 19 juin | Autriche        | 2 | 1 | États-Unis      |
| 19 juin | Italie          | 2 | 0 | Tchécoslovaquie |

1re journée
| 9 juin 1990                       | Italie        | 1 - 0   | Autriche | Stadio Olimpico, Rome                                |                                                      |
| 21:00 · Historique des rencontres | Schillaci 78e | (0 - 0) |          | Spectateurs : 73 303 Arbitrage : José Roberto Wright | Spectateurs : 73 303 Arbitrage : José Roberto Wright |
| 21:00 · Historique des rencontres | Rapport       |         |          | Spectateurs : 73 303 Arbitrage : José Roberto Wright | Spectateurs : 73 303 Arbitrage : José Roberto Wright |

| 10 juin 1990                      | États-Unis    | 1 - 5   | Tchécoslovaquie                                               | Stadio Comunale, Florence                           |                                                     |
| 17:00 · Historique des rencontres | Caligiuri 61e | (0 - 2) | Skuhravý 25e, 78e · Bílek 39e (pen.) · Hašek 50e · Luhový 90e | Spectateurs : 33 266 Arbitrage : Kurt Röthlisberger | Spectateurs : 33 266 Arbitrage : Kurt Röthlisberger |
| 17:00 · Historique des rencontres | Rapport       |         |                                                               | Spectateurs : 33 266 Arbitrage : Kurt Röthlisberger | Spectateurs : 33 266 Arbitrage : Kurt Röthlisberger |

2e journée
| 14 juin 1990                      | Italie       | 1 - 0   | États-Unis | Stadio Olimpico, Rome                                   |                                                         |
| 21:00 · Historique des rencontres | Giannini 11e | (1 - 0) |            | Spectateurs : 73 423 Arbitrage : Edgardo Codesal Méndez | Spectateurs : 73 423 Arbitrage : Edgardo Codesal Méndez |
| 21:00 · Historique des rencontres | Rapport      |         |            | Spectateurs : 73 423 Arbitrage : Edgardo Codesal Méndez | Spectateurs : 73 423 Arbitrage : Edgardo Codesal Méndez |

| 15 juin 1990                      | Autriche | 0 - 1   | Tchécoslovaquie  | Stadio Comunale, Florence                     |                                               |
| 17:00 · Historique des rencontres |          | (0 - 1) | Bílek 30e (pen.) | Spectateurs : 38 962 Arbitrage : George Smith | Spectateurs : 38 962 Arbitrage : George Smith |
| 17:00 · Historique des rencontres | Rapport  |         |                  | Spectateurs : 38 962 Arbitrage : George Smith | Spectateurs : 38 962 Arbitrage : George Smith |

3e journée
| 19 juin 1990                      | Autriche              | 2 - 1   | États-Unis | Stadio Comunale, Florence                        |                                                  |
| 21:00 · Historique des rencontres | Ogris 52e · Rodax 65e | (0 - 0) | Murray 85e | Spectateurs : 34 857 Arbitrage : Jamal Al Sharif | Spectateurs : 34 857 Arbitrage : Jamal Al Sharif |
| 21:00 · Historique des rencontres | Rapport               |         |            | Spectateurs : 34 857 Arbitrage : Jamal Al Sharif | Spectateurs : 34 857 Arbitrage : Jamal Al Sharif |

| 19 juin 1990                      | Italie                    | 2 - 0   | Tchécoslovaquie | Stadio Olimpico, Rome                         |                                               |
| 21:00 · Historique des rencontres | Schillaci 9e · Baggio 78e | (1 - 0) |                 | Spectateurs : 73 303 Arbitrage : Joël Quiniou | Spectateurs : 73 303 Arbitrage : Joël Quiniou |
| 21:00 · Historique des rencontres | Rapport                   |         |                 | Spectateurs : 73 303 Arbitrage : Joël Quiniou | Spectateurs : 73 303 Arbitrage : Joël Quiniou |

### Groupe B
Les champions du monde sortants argentins doivent leur qualification uniquement au fait qu'ils fassent partie des meilleurs troisièmes. Le Cameroun termine premier avec 4 points. La Roumanie le suit et devance l'Argentine car elle a marqué plus de buts. Malgré sa victoire sur le Cameroun, l'URSS est éliminée.
| Classement final |                  |     |   |   |   |   |    |    |      |
|                  | Équipe           | Pts | J | G | N | P | BP | BC | Diff |
| 1                | Cameroun         | 4   | 3 | 2 | 0 | 1 | 3  | 5  | -2   |
| 2                | Roumanie         | 3   | 3 | 1 | 1 | 1 | 4  | 3  | +1   |
| 3                | Argentine        | 3   | 3 | 1 | 1 | 1 | 3  | 2  | +1   |
| 4                | Union soviétique | 2   | 3 | 1 | 0 | 2 | 4  | 4  | 0    |

| 8 juin  | Cameroun         | 1 | 0 | Argentine        |
| 9 juin  | Roumanie         | 2 | 0 | Union soviétique |
| 13 juin | Argentine        | 2 | 0 | Union soviétique |
| 14 juin | Roumanie         | 1 | 2 | Cameroun         |
| 18 juin | Argentine        | 1 | 1 | Roumanie         |
| 18 juin | Union soviétique | 4 | 0 | Cameroun         |

La Roumanie devance l'Argentine grâce à une meilleure attaque.

1re journée
| 8 juin 1990 Match d'ouverture | Argentine | 0 - 1   | Cameroun       | Stade Giuseppe Meazza, Milan                    |                                                 |
| 18:00                         |           | (0 - 0) | Omam-Biyik 67e | Spectateurs : 73 780 Arbitrage : Michel Vautrot | Spectateurs : 73 780 Arbitrage : Michel Vautrot |
| 18:00                         | Rapport   |         |                | Spectateurs : 73 780 Arbitrage : Michel Vautrot | Spectateurs : 73 780 Arbitrage : Michel Vautrot |

| 9 juin 1990                       | Union soviétique | 0 - 2   | Roumanie                | Stadio San Nicola, Bari                                 |                                                         |
| 17:00 · Historique des rencontres |                  | (0 - 1) | Lăcătuș 42e, 57e (pen.) | Spectateurs : 42 907 Arbitrage : Juan Daniel Cardellino | Spectateurs : 42 907 Arbitrage : Juan Daniel Cardellino |
| 17:00 · Historique des rencontres | Rapport          |         |                         | Spectateurs : 42 907 Arbitrage : Juan Daniel Cardellino | Spectateurs : 42 907 Arbitrage : Juan Daniel Cardellino |

2e journée
| 13 juin 1990                      | Argentine                    | 2 - 0   | Union soviétique | Stadio San Paolo, Naples                          |                                                   |
| 21:00 · Historique des rencontres | Troglio 27e · Burruchaga 79e | (1 - 0) |                  | Spectateurs : 55 759 Arbitrage : Erik Fredriksson | Spectateurs : 55 759 Arbitrage : Erik Fredriksson |
| 21:00 · Historique des rencontres | Rapport                      |         |                  | Spectateurs : 55 759 Arbitrage : Erik Fredriksson | Spectateurs : 55 759 Arbitrage : Erik Fredriksson |

| 14 juin 1990 | Cameroun       | 2 - 1   | Roumanie   | Stadio San Nicola, Bari                            |                                                    |
| 17:00        | Milla 76e, 86e | (0 - 0) | Balint 88e | Spectateurs : 38 687 Arbitrage : Hernán Silva Arce | Spectateurs : 38 687 Arbitrage : Hernán Silva Arce |
| 17:00        | Rapport        |         |            | Spectateurs : 38 687 Arbitrage : Hernán Silva Arce | Spectateurs : 38 687 Arbitrage : Hernán Silva Arce |

3e journée
| 18 juin 1990 | Argentine  | 1 - 1   | Roumanie   | Stadio San Paolo, Naples                              |                                                       |
| 21:00        | Monzón 63e | (0 - 0) | Balint 68e | Spectateurs : 52 733 Arbitrage : Carlos Silva Valente | Spectateurs : 52 733 Arbitrage : Carlos Silva Valente |
| 21:00        | Rapport    |         |            | Spectateurs : 52 733 Arbitrage : Carlos Silva Valente | Spectateurs : 52 733 Arbitrage : Carlos Silva Valente |

| 18 juin 1990                      | Cameroun | 0 - 4   | Union soviétique                                                | Stadio San Nicola, Bari                              |                                                      |
| 21:00 · Historique des rencontres |          | (0 - 2) | Protasov 20e · Zygmantovich 29e · Zavarov 55e · Dobrovolski 63e | Spectateurs : 37 307 Arbitrage : José Roberto Wright | Spectateurs : 37 307 Arbitrage : José Roberto Wright |
| 21:00 · Historique des rencontres | Rapport  |         |                                                                 | Spectateurs : 37 307 Arbitrage : José Roberto Wright | Spectateurs : 37 307 Arbitrage : José Roberto Wright |

### Groupe C
Le Brésil remporte le groupe en gagnant tous ses matchs par un but d'écart. Pour sa première participation en Coupe du monde, le Costa Rica fait forte impression en parvenant à se qualifier à la seconde place grâce à ses deux victoires contre l'Écosse et la Suède. L'Écosse est l'un des deux troisièmes de groupe éliminés. La Suède quitte le tournoi sans le moindre point, sa défaite contre le Costa Rica est aussi la seule rencontre de cette édition où l'équipe ouvrant le score perd finalement le match.
| Classement final |            |     |   |   |   |   |    |    |      |
|                  | Équipe     | Pts | J | G | N | P | BP | BC | Diff |
| 1                | Brésil     | 6   | 3 | 3 | 0 | 0 | 4  | 1  | +3   |
| 2                | Costa Rica | 4   | 3 | 2 | 0 | 1 | 3  | 2  | +1   |
| 3                | Écosse     | 2   | 3 | 1 | 0 | 2 | 2  | 3  | -1   |
| 4                | Suède      | 0   | 3 | 0 | 0 | 3 | 3  | 6  | -3   |

| 10 juin | Brésil     | 2 | 1 | Suède      |
| 11 juin | Costa Rica | 1 | 0 | Écosse     |
| 16 juin | Brésil     | 1 | 0 | Costa Rica |
| 16 juin | Suède      | 1 | 2 | Écosse     |
| 20 juin | Brésil     | 1 | 0 | Écosse     |
| 20 juin | Costa Rica | 2 | 1 | Suède      |

1re journée
| 10 juin 1990                      | Brésil          | 2 - 1   | Suède      | Stadio delle Alpi, Turin                       |                                                |
| 21:00 · Historique des rencontres | Careca 40e, 63e | (1 - 0) | Brolin 79e | Spectateurs : 62 628 Arbitrage : Tullio Lanese | Spectateurs : 62 628 Arbitrage : Tullio Lanese |
| 21:00 · Historique des rencontres | Rapport         |         |            | Spectateurs : 62 628 Arbitrage : Tullio Lanese | Spectateurs : 62 628 Arbitrage : Tullio Lanese |

| 11 juin 1990                      | Costa Rica  | 1 - 0   | Écosse | Stade Luigi-Ferraris, Gênes                          |                                                      |
| 17:00 · Historique des rencontres | Cayasso 49e | (0 - 0) |        | Spectateurs : 30 867 Arbitrage : Juan Carlos Loustau | Spectateurs : 30 867 Arbitrage : Juan Carlos Loustau |
| 17:00 · Historique des rencontres | Rapport     |         |        | Spectateurs : 30 867 Arbitrage : Juan Carlos Loustau | Spectateurs : 30 867 Arbitrage : Juan Carlos Loustau |

2e journée
| 16 juin 1990                      | Brésil     | 1 - 0   | Costa Rica | Stadio delle Alpi, Turin                     |                                              |
| 17:00 · Historique des rencontres | Müller 33e | (1 - 0) |            | Spectateurs : 58 007 Arbitrage : Neji Jouini | Spectateurs : 58 007 Arbitrage : Neji Jouini |
| 17:00 · Historique des rencontres | Rapport    |         |            | Spectateurs : 58 007 Arbitrage : Neji Jouini | Spectateurs : 58 007 Arbitrage : Neji Jouini |

| 16 juin 1990                      | Écosse                           | 2 - 1   | Suède         | Stade Luigi-Ferraris, Gênes                    |                                                |
| 21:00 · Historique des rencontres | McCall 10e · Johnston 80e (pen.) | (1 - 0) | Strömberg 86e | Spectateurs : 31 823 Arbitrage : Carlos Maciel | Spectateurs : 31 823 Arbitrage : Carlos Maciel |
| 21:00 · Historique des rencontres | Rapport                          |         |               | Spectateurs : 31 823 Arbitrage : Carlos Maciel | Spectateurs : 31 823 Arbitrage : Carlos Maciel |

3e journée
| 20 juin 1990                      | Brésil     | 1 - 0   | Écosse | Stadio delle Alpi, Turin                     |                                              |
| 21:00 · Historique des rencontres | Müller 82e | (0 - 0) |        | Spectateurs : 62 502 Arbitrage : Helmut Kohl | Spectateurs : 62 502 Arbitrage : Helmut Kohl |
| 21:00 · Historique des rencontres | Rapport    |         |        | Spectateurs : 62 502 Arbitrage : Helmut Kohl | Spectateurs : 62 502 Arbitrage : Helmut Kohl |

| 20 juin 1990                      | Suède       | 1 - 2   | Costa Rica               | Stade Luigi-Ferraris, Gênes                     |                                                 |
| 21:00 · Historique des rencontres | Ekström 32e | (1 - 0) | Flores 75e · Medford 88e | Spectateurs : 30 223 Arbitrage : Zoran Petrović | Spectateurs : 30 223 Arbitrage : Zoran Petrović |
| 21:00 · Historique des rencontres | Rapport     |         |                          | Spectateurs : 30 223 Arbitrage : Zoran Petrović | Spectateurs : 30 223 Arbitrage : Zoran Petrović |

### Groupe D
Nouveaux venus, les Émirats arabes unis perdent tous leurs matchs et sont éliminés prématurément. L'Allemagne engrange 5 points, après avoir balayé les Émiratis et les Yougoslaves, puis font match nul contre la Colombie. Allemands, Yougoslaves et Colombiens, avec respectivement 5, 4 et 3 points, se qualifient. Il s'agit de la première participation de la Colombie depuis 1962.
| Classement final |                      |     |   |   |   |   |    |    |      |
|                  | Équipe               | Pts | J | G | N | P | BP | BC | Diff |
| 1                | Allemagne de l'Ouest | 5   | 3 | 2 | 1 | 0 | 10 | 3  | +7   |
| 2                | Yougoslavie          | 4   | 3 | 2 | 0 | 1 | 6  | 5  | +1   |
| 3                | Colombie             | 3   | 3 | 1 | 1 | 1 | 3  | 2  | +1   |
| 4                | Émirats arabes unis  | 0   | 3 | 0 | 0 | 3 | 2  | 11 | -9   |

| 9 juin  | Colombie             | 2 | 0 | Émirats arabes unis  |
| 10 juin | Allemagne de l'Ouest | 4 | 1 | Yougoslavie          |
| 14 juin | Yougoslavie          | 1 | 0 | Colombie             |
| 15 juin | Émirats arabes unis  | 1 | 5 | Allemagne de l'Ouest |
| 19 juin | Allemagne de l'Ouest | 1 | 1 | Colombie             |
| 19 juin | Yougoslavie          | 4 | 1 | Émirats arabes unis  |

1re journée
| 9 juin 1990                       | Émirats arabes unis | 0 - 2   | Colombie                   | Stadio Renato Dall'Ara, Bologne                  |                                                  |
| 17:00 · Historique des rencontres |                     | (0 - 0) | Redín 50e · Valderrama 85e | Spectateurs : 30 791 Arbitrage : George Courtney | Spectateurs : 30 791 Arbitrage : George Courtney |
| 17:00 · Historique des rencontres | Rapport             |         |                            | Spectateurs : 30 791 Arbitrage : George Courtney | Spectateurs : 30 791 Arbitrage : George Courtney |

| 10 juin 1990                      | Allemagne de l'Ouest                           | 4 - 1   | Yougoslavie | Stade Giuseppe Meazza, Milan                     |                                                  |
| 21:00 · Historique des rencontres | Matthäus 28e, 65e · Klinsmann 39e · Völler 71e | (2 - 0) | Jozić 55e   | Spectateurs : 74 765 Arbitrage : Peter Mikkelsen | Spectateurs : 74 765 Arbitrage : Peter Mikkelsen |
| 21:00 · Historique des rencontres | Rapport                                        |         |             | Spectateurs : 74 765 Arbitrage : Peter Mikkelsen | Spectateurs : 74 765 Arbitrage : Peter Mikkelsen |

2e journée
| 14 juin 1990                      | Yougoslavie | 1 - 0   | Colombie | Stadio Renato Dall'Ara, Bologne                |                                                |
| 17:00 · Historique des rencontres | Jozić 75e   | (0 - 0) |          | Spectateurs : 32 257 Arbitrage : Luigi Agnolin | Spectateurs : 32 257 Arbitrage : Luigi Agnolin |
| 17:00 · Historique des rencontres | Rapport     |         |          | Spectateurs : 32 257 Arbitrage : Luigi Agnolin | Spectateurs : 32 257 Arbitrage : Luigi Agnolin |

| 15 juin 1990                      | Allemagne de l'Ouest                                      | 5 - 1   | Émirats arabes unis | Stade Giuseppe Meazza, Milan                   |                                                |
| 21:00 · Historique des rencontres | Völler 35e, 75e · Klinsmann 36e · Matthäus 47e · Bein 59e | (2 - 0) | Ismaïl 46e          | Spectateurs : 71 169 Arbitrage : Alexey Spirin | Spectateurs : 71 169 Arbitrage : Alexey Spirin |
| 21:00 · Historique des rencontres | Rapport                                                   |         |                     | Spectateurs : 71 169 Arbitrage : Alexey Spirin | Spectateurs : 71 169 Arbitrage : Alexey Spirin |

3e journée
| 19 juin 1990                      | Allemagne de l'Ouest | 1 - 1   | Colombie   | Stade Giuseppe Meazza, Milan                 |                                              |
| 17:00 · Historique des rencontres | Littbarski 89e       | (0 - 0) | Rincón 90e | Spectateurs : 72 510 Arbitrage : Alan Snoddy | Spectateurs : 72 510 Arbitrage : Alan Snoddy |
| 17:00 · Historique des rencontres | Rapport              |         |            | Spectateurs : 72 510 Arbitrage : Alan Snoddy | Spectateurs : 72 510 Arbitrage : Alan Snoddy |

| 19 juin 1990                      | Yougoslavie                               | 4 - 1   | Émirats arabes unis | Stadio Renato Dall'Ara, Bologna                |                                                |
| 17:00 · Historique des rencontres | Sušić 5e · Pančev 9e 46e · Prosinečki 90e | (2 - 1) | Thani 22e           | Spectateurs : 27 833 Arbitrage : Shizuo Takada | Spectateurs : 27 833 Arbitrage : Shizuo Takada |
| 17:00 · Historique des rencontres | Rapport                                   |         |                     | Spectateurs : 27 833 Arbitrage : Shizuo Takada | Spectateurs : 27 833 Arbitrage : Shizuo Takada |

### Groupe E
Quatrième au Mexique, la Belgique confirme son rang et accède à nouveau au second tour. Assurés d'être qualifiés après deux matchs, les Belges laissent toutefois la première place du groupe aux Espagnols. Ces derniers battent en effet la Belgique, prenant ainsi leur revanche après leur élimination aux tirs au but quatre ans plus tôt contre cette même équipe. L'Uruguay est repêché en tant que meilleur troisième pour la deuxième fois consécutive grâce à un but marqué à la 90e minute lors de la dernière journée contre la Corée du Sud, l'équipe asiatique ayant finalement perdu tous ses matchs.
| Classement final |              |     |   |   |   |   |    |    |      |
|                  | Équipe       | Pts | J | G | N | P | BP | BC | Diff |
| 1                | Espagne      | 5   | 3 | 2 | 1 | 0 | 5  | 2  | +3   |
| 2                | Belgique     | 4   | 3 | 2 | 0 | 1 | 6  | 3  | +3   |
| 3                | Uruguay      | 3   | 3 | 1 | 1 | 1 | 2  | 3  | -1   |
| 4                | Corée du Sud | 0   | 3 | 0 | 0 | 3 | 1  | 6  | -5   |

| 12 juin | Belgique | 2 | 0 | Corée du Sud |
| 13 juin | Uruguay  | 0 | 0 | Espagne      |
| 17 juin | Espagne  | 3 | 1 | Corée du Sud |
| 17 juin | Uruguay  | 1 | 3 | Belgique     |
| 21 juin | Espagne  | 2 | 1 | Belgique     |
| 21 juin | Uruguay  | 1 | 0 | Corée du Sud |

1re journée
| 12 juin 1990                      | Belgique                  | 2 - 0   | Corée du Sud | Stadio Marc'Antonio Bentegodi, Vérone          |                                                |
| 17:00 · Historique des rencontres | Degryse 53e · De Wolf 64e | (0 - 0) |              | Spectateurs : 32 790 Arbitrage : Vincent Mauro | Spectateurs : 32 790 Arbitrage : Vincent Mauro |
| 17:00 · Historique des rencontres | Rapport                   |         |              | Spectateurs : 32 790 Arbitrage : Vincent Mauro | Spectateurs : 32 790 Arbitrage : Vincent Mauro |

| 13 juin 1990                      | Uruguay | 0 - 0   | Espagne | Stadio Friuli, Udine                         |                                              |
| 17:00 · Historique des rencontres |         | (0 - 0) |         | Spectateurs : 35 713 Arbitrage : Helmut Kohl | Spectateurs : 35 713 Arbitrage : Helmut Kohl |
| 17:00 · Historique des rencontres | Rapport |         |         | Spectateurs : 35 713 Arbitrage : Helmut Kohl | Spectateurs : 35 713 Arbitrage : Helmut Kohl |

2e journée
| 17 juin 1990                      | Belgique                                  | 3 - 1 | Uruguay        | Stadio Marc'Antonio Bentegodi, Vérone               |                                                     |
| 21:00 · Historique des rencontres | Clijsters 16e · Scifo 22e · Ceulemans 48e |       | Bengoechea 74e | Spectateurs : 33 759 Arbitrage : Siegfried Kirschen | Spectateurs : 33 759 Arbitrage : Siegfried Kirschen |
| 21:00 · Historique des rencontres | Rapport                                   |       |                | Spectateurs : 33 759 Arbitrage : Siegfried Kirschen | Spectateurs : 33 759 Arbitrage : Siegfried Kirschen |

| 17 juin 1990                      | Espagne              | 3 - 1   | Corée du Sud     | Stadio Friuli, Udine                                   |                                                        |
| 21:00 · Historique des rencontres | Míchel 22e, 61e, 81e | (1 - 1) | Hwangbo Kwan 42e | Spectateurs : 32 733 Arbitrage : Elías Jácome Guerrero | Spectateurs : 32 733 Arbitrage : Elías Jácome Guerrero |
| 21:00 · Historique des rencontres | Rapport              |         |                  | Spectateurs : 32 733 Arbitrage : Elías Jácome Guerrero | Spectateurs : 32 733 Arbitrage : Elías Jácome Guerrero |

3e journée
| 21 juin 1990                      | Belgique     | 1 - 2   | Espagne                        | Stadio Marc'Antonio Bentegodi, Vérone                |                                                      |
| 17:00 · Historique des rencontres | Vervoort 28e | (1 - 2) | Míchel 20e (pen.) · Górriz 38e | Spectateurs : 35 950 Arbitrage : Juan Carlos Loustau | Spectateurs : 35 950 Arbitrage : Juan Carlos Loustau |
| 17:00 · Historique des rencontres | Rapport      |         |                                | Spectateurs : 35 950 Arbitrage : Juan Carlos Loustau | Spectateurs : 35 950 Arbitrage : Juan Carlos Loustau |

| 21 juin 1990                      | Corée du Sud | 0 - 1   | Uruguay     | Stadio Friuli, Udine                           |                                                |
| 17:00 · Historique des rencontres |              | (0 - 0) | Fonseca 90e | Spectateurs : 29 039 Arbitrage : Tullio Lanese | Spectateurs : 29 039 Arbitrage : Tullio Lanese |
| 17:00 · Historique des rencontres | Rapport      |         |             | Spectateurs : 29 039 Arbitrage : Tullio Lanese | Spectateurs : 29 039 Arbitrage : Tullio Lanese |

### Groupe F
C'est la première participation de l'Irlande en phase finale et la deuxième de l'Égypte (après la Coupe du monde 1934 qui se déroulait également en Italie). L'Angleterre fait match nul contre l'Irlande et les Pays-Bas, puis gagne contre l'Égypte. Avec trois nuls sur les mêmes scores, l'Irlande et les Pays-Bas partagent la deuxième place à égalité parfaite sur tous les points du règlement. Par tirage au sort, la deuxième place est conservée seule par l'Irlande et la troisième est attribuée aux Pays-Bas, ces derniers se trouvant alors qualifiés parmi les meilleurs troisièmes.
Bien que séduisant sur le papier, avec notamment les Pays-Bas, champions d'Europe en titre, l'Angleterre qui possède le meilleur buteur de la dernière coupe du monde (Gary Lineker), et l'Irlande, qui a disputé un bon Euro deux ans plus tôt, ce groupe est celui qui a produit le moins de spectacle. Un seul match a vu une équipe gagner (l'Angleterre contre l'Égypte), les 5 autres rencontres se soldant sur des scores nuls de 0-0 ou 1-1.
Le déroulement du match Irlande - Égypte (0-0) influencera d'ailleurs la FIFA pour la mise en place de la règle de l'interdiction au gardien de but de prendre de la main une passe en retrait volontaire d'un défenseur et qui sera appliquée à partir de l'Euro 1992. En effet, les Égyptiens multipliaient et abusaient de passes en retrait vers leur gardien, appauvrissant considérablement le jeu de la rencontre[réf. nécessaire].
| Classement final |                      |     |   |   |   |   |    |    |      |
|                  | Équipe               | Pts | J | G | N | P | BP | BC | Diff |
| 1                | Angleterre           | 4   | 3 | 1 | 2 | 0 | 2  | 1  | +1   |
| 2                | République d'Irlande | 3   | 3 | 0 | 3 | 0 | 2  | 2  | 0    |
| 3                | Pays-Bas             | 3   | 3 | 0 | 3 | 0 | 2  | 2  | 0    |
| 4                | Égypte               | 2   | 3 | 0 | 2 | 1 | 1  | 2  | -1   |

| 11 juin | Angleterre           | 1 | 1 | République d'Irlande |
| 12 juin | Pays-Bas             | 1 | 1 | Égypte               |
| 16 juin | Angleterre           | 0 | 0 | Pays-Bas             |
| 17 juin | République d'Irlande | 0 | 0 | Égypte               |
| 21 juin | Angleterre           | 1 | 0 | Égypte               |
| 21 juin | Pays-Bas             | 1 | 1 | République d'Irlande |

1re journée
| 11 juin 1990 | Angleterre | 1 - 1   | République d'Irlande | Stadio Sant'Elia, Cagliari                        |                                                   |
| 21:00        | Lineker 8e | (1 - 0) | Sheedy 73e           | Spectateurs : 35 238 Arbitrage : Aron Schmidhuber | Spectateurs : 35 238 Arbitrage : Aron Schmidhuber |
| 21:00        | Rapport    |         |                      | Spectateurs : 35 238 Arbitrage : Aron Schmidhuber | Spectateurs : 35 238 Arbitrage : Aron Schmidhuber |

| 12 juin 1990                      | Pays-Bas  | 1 - 1   | Égypte                | Stadio La Favorita, Palerme                             |                                                         |
| 21:00 · Historique des rencontres | Kieft 58e | (0 - 0) | Abdelghani 83e (pen.) | Spectateurs : 33 421 Arbitrage : Emilio Soriano Aladrén | Spectateurs : 33 421 Arbitrage : Emilio Soriano Aladrén |
| 21:00 · Historique des rencontres | Rapport   |         |                       | Spectateurs : 33 421 Arbitrage : Emilio Soriano Aladrén | Spectateurs : 33 421 Arbitrage : Emilio Soriano Aladrén |

2e journée
| 16 juin 1990                      | Angleterre | 0 - 0   | Pays-Bas | Stadio Sant'Elia, Cagliari                      |                                                 |
| 21:00 · Historique des rencontres |            | (0 - 0) |          | Spectateurs : 35 267 Arbitrage : Zoran Petrović | Spectateurs : 35 267 Arbitrage : Zoran Petrović |
| 21:00 · Historique des rencontres | Rapport    |         |          | Spectateurs : 35 267 Arbitrage : Zoran Petrović | Spectateurs : 35 267 Arbitrage : Zoran Petrović |

| 17 juin 1990 | République d'Irlande | 0 - 0   | Égypte | Stadio La Favorita, Palerme                            |                                                        |
| 17:00        |                      | (0 - 0) |        | Spectateurs : 33 288 Arbitrage : Marcel van Langenhove | Spectateurs : 33 288 Arbitrage : Marcel van Langenhove |
| 17:00        | Rapport              |         |        | Spectateurs : 33 288 Arbitrage : Marcel van Langenhove | Spectateurs : 33 288 Arbitrage : Marcel van Langenhove |

3e journée
| 21 juin 1990 | Angleterre | 1 - 0   | Égypte | Stadio Sant'Elia, Cagliari                          |                                                     |
| 21:00        | Wright 64e | (0 - 0) |        | Spectateurs : 34 959 Arbitrage : Kurt Röthlisberger | Spectateurs : 34 959 Arbitrage : Kurt Röthlisberger |
| 21:00        | Rapport    |         |        | Spectateurs : 34 959 Arbitrage : Kurt Röthlisberger | Spectateurs : 34 959 Arbitrage : Kurt Röthlisberger |

| 21 juin 1990                      | Pays-Bas   | 1 - 1   | République d'Irlande | Stadio La Favorita, Palerme                     |                                                 |
| 21:00 · Historique des rencontres | Gullit 10e | (1 - 0) | Quinn 71e            | Spectateurs : 33 288 Arbitrage : Michel Vautrot | Spectateurs : 33 288 Arbitrage : Michel Vautrot |
| 21:00 · Historique des rencontres | Rapport    |         |                      | Spectateurs : 33 288 Arbitrage : Michel Vautrot | Spectateurs : 33 288 Arbitrage : Michel Vautrot |

### Désignation des meilleurs troisièmes
Les 4 meilleures équipes classées troisièmes de leur poule sont repêchées pour compléter le tableau des huitièmes de finale. Un classement comparatif des résultats de chacune des 6 équipes concernées est effectué afin de les départager, selon les critères (dans l'ordre) : plus grand nombre de points obtenus ; meilleure différence de buts ; plus grand nombre de buts marqués.
| Classement des troisièmes de groupe |           |     |   |   |   |   |    |    |      |
|                                     | Équipe    | Pts | J | G | N | P | BP | BC | Diff |
| 1                                   | Argentine | 3   | 3 | 1 | 1 | 1 | 3  | 2  | +1   |
| 2                                   | Colombie  | 3   | 3 | 1 | 1 | 1 | 3  | 2  | +1   |
| 3                                   | Pays-Bas  | 3   | 3 | 0 | 3 | 0 | 2  | 2  | 0    |
| 4                                   | Uruguay   | 3   | 3 | 1 | 1 | 1 | 2  | 3  | -1   |
| 5                                   | Autriche  | 2   | 3 | 1 | 0 | 2 | 2  | 3  | -1   |
| 5                                   | Écosse    | 2   | 3 | 1 | 0 | 2 | 2  | 3  | -1   |

L'Argentine (futur finaliste), la Colombie, les Pays-Bas et l'Uruguay se qualifient pour les huitièmes de finale.

## Tableau final
|  | Huitièmes de finale  | Huitièmes de finale  |                      |                        | Quarts de finale       | Quarts de finale |   |  | Demi-finales       | Demi-finales       |  |  | Finale           | Finale           |
|  | Huitièmes de finale  | Huitièmes de finale  |                      |                        | Quarts de finale       | Quarts de finale |   |  | Demi-finales       | Demi-finales       |  |  | Finale           | Finale           |
|  |                      |                      |                      |                        |                        |                  |   |  |                    |                    |  |  |                  |                  |
|  | 25 juin / Rome       | 25 juin / Rome       |                      |                        | 30 juin / Rome         | 30 juin / Rome   |   |  | 3 juillet / Naples | 3 juillet / Naples |  |  | 8 juillet / Rome | 8 juillet / Rome |
|  | 25 juin / Rome       | 25 juin / Rome       |                      |                        | 30 juin / Rome         | 30 juin / Rome   |   |  | 3 juillet / Naples | 3 juillet / Naples |  |  | 8 juillet / Rome | 8 juillet / Rome |
|  | Italie               | 2                    |                      |                        | 30 juin / Rome         | 30 juin / Rome   |   |  | 3 juillet / Naples | 3 juillet / Naples |  |  | 8 juillet / Rome | 8 juillet / Rome |
|  | Italie               | 2                    |                      |                        | 30 juin / Rome         | 30 juin / Rome   |   |  | 3 juillet / Naples | 3 juillet / Naples |  |  | 8 juillet / Rome | 8 juillet / Rome |
|  | Uruguay              | 0                    |                      |                        | 30 juin / Rome         | 30 juin / Rome   |   |  | 3 juillet / Naples | 3 juillet / Naples |  |  | 8 juillet / Rome | 8 juillet / Rome |
|  | Uruguay              | 0                    | Italie               | 1                      |                        |                  |   |  | 3 juillet / Naples | 3 juillet / Naples |  |  | 8 juillet / Rome | 8 juillet / Rome |
|  | 25 juin / Gênes      |                      | Italie               | 1                      |                        |                  |   |  | 3 juillet / Naples | 3 juillet / Naples |  |  | 8 juillet / Rome | 8 juillet / Rome |
|  |                      | République d'Irlande | 0                    |                        |                        |                  |   |  | 3 juillet / Naples | 3 juillet / Naples |  |  | 8 juillet / Rome | 8 juillet / Rome |
|  | République d'Irlande | République d'Irlande | 0                    | 0ap (5)                |                        |                  |   |  | 3 juillet / Naples | 3 juillet / Naples |  |  | 8 juillet / Rome | 8 juillet / Rome |
|  | République d'Irlande | 30 juin / Florence   |                      | 0ap (5)                |                        |                  |   |  | 3 juillet / Naples | 3 juillet / Naples |  |  | 8 juillet / Rome | 8 juillet / Rome |
|  | Roumanie             | 0 tab(4)             |                      |                        |                        |                  |   |  | 3 juillet / Naples | 3 juillet / Naples |  |  | 8 juillet / Rome | 8 juillet / Rome |
|  | Roumanie             | 0 tab(4)             | Italie               | 1ap (3)                |                        |                  |   |  |                    |                    |  |  | 8 juillet / Rome | 8 juillet / Rome |
|  | 26 juin / Vérone     |                      | Italie               | 1ap (3)                |                        |                  |   |  |                    |                    |  |  | 8 juillet / Rome | 8 juillet / Rome |
|  |                      | Argentine            | 1 tab(4)             |                        |                        |                  |   |  |                    |                    |  |  | 8 juillet / Rome | 8 juillet / Rome |
|  | Espagne              | Argentine            | 1 tab(4)             | 1                      |                        |                  |   |  |                    |                    |  |  | 8 juillet / Rome | 8 juillet / Rome |
|  | Espagne              | 4 juillet / Turin    |                      | 1                      |                        |                  |   |  |                    |                    |  |  | 8 juillet / Rome | 8 juillet / Rome |
|  | Yougoslavie          | 2 ap                 |                      |                        |                        |                  |   |  |                    |                    |  |  | 8 juillet / Rome | 8 juillet / Rome |
|  | Yougoslavie          | 2 ap                 | Yougoslavie          | 0ap (2)                |                        |                  |   |  |                    |                    |  |  | 8 juillet / Rome | 8 juillet / Rome |
|  | 24 juin / Turin      |                      | Yougoslavie          | 0ap (2)                |                        |                  |   |  |                    |                    |  |  | 8 juillet / Rome | 8 juillet / Rome |
|  |                      | Argentine            | 0 tab(3)             |                        |                        |                  |   |  |                    |                    |  |  | 8 juillet / Rome | 8 juillet / Rome |
|  | Brésil               | Argentine            | 0 tab(3)             | 0                      |                        |                  |   |  |                    |                    |  |  | 8 juillet / Rome | 8 juillet / Rome |
|  | Brésil               | 1er juillet / Milan  |                      | 0                      |                        |                  |   |  |                    |                    |  |  | 8 juillet / Rome | 8 juillet / Rome |
|  | Argentine            | 1                    |                      |                        |                        |                  |   |  |                    |                    |  |  | 8 juillet / Rome | 8 juillet / Rome |
|  | Argentine            | 1                    | Argentine            | 0                      |                        |                  |   |  |                    |                    |  |  |                  |                  |
|  | 24 juin / Milan      |                      | Argentine            | 0                      |                        |                  |   |  |                    |                    |  |  |                  |                  |
|  |                      | Allemagne de l'Ouest | 1                    |                        |                        |                  |   |  |                    |                    |  |  |                  |                  |
|  | Allemagne de l'Ouest | Allemagne de l'Ouest | 1                    | 2                      |                        |                  |   |  |                    |                    |  |  |                  |                  |
|  | Allemagne de l'Ouest |                      |                      | 2                      |                        |                  |   |  |                    |                    |  |  |                  |                  |
|  | Pays-Bas             | 1                    |                      |                        |                        |                  |   |  |                    |                    |  |  |                  |                  |
|  | Pays-Bas             | 1                    | Allemagne de l'Ouest | 1                      |                        |                  |   |  |                    |                    |  |  |                  |                  |
|  | 23 juin / Bari       |                      | Allemagne de l'Ouest | 1                      |                        |                  |   |  |                    |                    |  |  |                  |                  |
|  |                      | Tchécoslovaquie      | 0                    |                        |                        |                  |   |  |                    |                    |  |  |                  |                  |
|  | Tchécoslovaquie      | Tchécoslovaquie      | 0                    | 4                      |                        |                  |   |  |                    |                    |  |  |                  |                  |
|  | Tchécoslovaquie      | 1er juillet / Naples |                      | 4                      |                        |                  |   |  |                    |                    |  |  |                  |                  |
|  | Costa Rica           | 1                    |                      |                        |                        |                  |   |  |                    |                    |  |  |                  |                  |
|  | Costa Rica           | 1                    | Allemagne de l'Ouest | 1ap (4)                |                        |                  |   |  |                    |                    |  |  |                  |                  |
|  | 26 juin / Bologne    |                      | Allemagne de l'Ouest | 1ap (4)                |                        |                  |   |  |                    |                    |  |  |                  |                  |
|  |                      | Angleterre           | 1 tab(3)             |                        |                        |                  |   |  |                    |                    |  |  |                  |                  |
|  | Angleterre           | Angleterre           | 1 tab(3)             | 1 ap                   |                        |                  |   |  |                    |                    |  |  |                  |                  |
|  | Angleterre           |                      |                      | 1 ap                   |                        |                  |   |  |                    |                    |  |  |                  |                  |
|  | Belgique             | 0                    |                      | Match pour la 3e place | Match pour la 3e place |                  |   |  |                    |                    |  |  |                  |                  |
|  | Belgique             | 0                    | Angleterre           | Match pour la 3e place | Match pour la 3e place | 3 ap             |   |  |                    |                    |  |  |                  |                  |
|  | 23 juin / Naples     | 23 juin / Naples     | Angleterre           | 7 juillet / Bari       | 7 juillet / Bari       | 3 ap             |   |  |                    |                    |  |  |                  |                  |
|  | 23 juin / Naples     | 23 juin / Naples     |                      | 7 juillet / Bari       | 7 juillet / Bari       | Cameroun         | 2 |  |                    |                    |  |  |                  |                  |
|  | Cameroun             | 2 ap                 | Italie               | 2                      |                        | Cameroun         | 2 |  |                    |                    |  |  |                  |                  |
|  | Cameroun             | 2 ap                 | Italie               | 2                      |                        |                  |   |  |                    |                    |  |  |                  |                  |
|  | Colombie             | 1                    |                      | Angleterre             | 1                      |                  |   |  |                    |                    |  |  |                  |                  |
|  | Colombie             | 1                    |                      | Angleterre             | 1                      |                  |   |  |                    |                    |  |  |                  |                  |

### Huitièmes de finale
Le Cameroun devient la première équipe africaine à se qualifier pour les quarts de finale d'une Coupe du monde en battant la Colombie grâce à un doublé de Roger Milla après prolongation.
| 23 juin 1990                      | Cameroun         | 2 - 1 a. p. | Colombie   | Stadio San Paolo, Naples                       |                                                |
| 17:00 · Historique des rencontres | Milla 106e, 109e |             | Redín 115e | Spectateurs : 50 026 Arbitrage : Tullio Lanese | Spectateurs : 50 026 Arbitrage : Tullio Lanese |
| 17:00 · Historique des rencontres | Rapport          |             |            | Spectateurs : 50 026 Arbitrage : Tullio Lanese | Spectateurs : 50 026 Arbitrage : Tullio Lanese |

Pour la première fois depuis 28 ans, la Tchécoslovaquie accède aux quarts de finale en battant le Costa Rica par trois buts d'écart. Tomáš Skuhravý inscrit un coup du chapeau en 70 minutes.
| 23 juin 1990                      | Tchécoslovaquie                    | 4 - 1 | Costa Rica   | Stadio San Nicola, Bari                             |                                                     |
| 21:00 · Historique des rencontres | Skuhravý 12e, 63e, 82e · Kubík 75e |       | González 54e | Spectateurs : 47 673 Arbitrage : Siegfried Kirschen | Spectateurs : 47 673 Arbitrage : Siegfried Kirschen |
| 21:00 · Historique des rencontres | Rapport                            |       |              | Spectateurs : 47 673 Arbitrage : Siegfried Kirschen | Spectateurs : 47 673 Arbitrage : Siegfried Kirschen |

Ce match fut controversé. En effet, le joueur brésilien Branco aurait absorbé un tranquillisant caché dans une bouteille qu'un membre du staff argentin lui avait offert avant la rencontre. Cela n'empêche pas la qualification argentine d'être validée.
| 24 juin 1990                      | Brésil  | 0 - 1   | Argentine    | Stadio delle Alpi, Turin                      |                                               |
| 17:00 · Historique des rencontres |         | (0 - 0) | 80e Caniggia | Spectateurs : 61 381 Arbitrage : Joël Quiniou | Spectateurs : 61 381 Arbitrage : Joël Quiniou |
| 17:00 · Historique des rencontres | Rapport |         |              | Spectateurs : 61 381 Arbitrage : Joël Quiniou | Spectateurs : 61 381 Arbitrage : Joël Quiniou |

Les Allemands confirment leur statut de finalistes sortants en battant les Pays-Bas, champions d’Europe en titre.
| 24 juin 1990                      | Allemagne de l'Ouest       | 2 - 1   | Pays-Bas             | Stade Giuseppe Meazza, Milan                         |                                                      |
| 21:00 · Historique des rencontres | Klinsmann 51e · Brehme 82e | (0 - 0) | 89e (pen.) R. Koeman | Spectateurs : 74 559 Arbitrage : Juan Carlos Loustau | Spectateurs : 74 559 Arbitrage : Juan Carlos Loustau |
| 21:00 · Historique des rencontres | Rapport                    |         |                      | Spectateurs : 74 559 Arbitrage : Juan Carlos Loustau | Spectateurs : 74 559 Arbitrage : Juan Carlos Loustau |

L’Irlande se qualifie pour les quarts de finale en n’ayant gagné aucun match (4 matchs nuls d’affilée).
| 25 juin 1990                      | République d'Irlande                               | 0 - 0 a. p.           | Roumanie                                  | Stade Luigi-Ferraris, Gênes                          |                                                      |
| 17:00 · Historique des rencontres |                                                    | (0 - 0, 0 - 0, 0 - 0) |                                           | Spectateurs : 31 818 Arbitrage : José Roberto Wright | Spectateurs : 31 818 Arbitrage : José Roberto Wright |
| 17:00 · Historique des rencontres | Rapport                                            |                       |                                           | Spectateurs : 31 818 Arbitrage : José Roberto Wright | Spectateurs : 31 818 Arbitrage : José Roberto Wright |
| 17:00 · Historique des rencontres | Sheedy · Houghton · Townsend · Cascarino · O'Leary | Tirs au but 5 - 4     | Hagi · Lupu · Rotariu · Lupescu · Timofte | Spectateurs : 31 818 Arbitrage : José Roberto Wright | Spectateurs : 31 818 Arbitrage : José Roberto Wright |

Le pays organisateur élimine l'Uruguay 2-0. La Céleste est donc éliminée en huitièmes de finale alors qu'elle avait été repêchée parmi les meilleurs troisièmes, comme en 1986.
| 25 juin 1990                      | Italie                     | 2 - 0   | Uruguay | Stadio Olimpico, Rome                            |                                                  |
| 21:00 · Historique des rencontres | Schillaci 65e · Serena 85e | (0 - 0) |         | Spectateurs : 73 303 Arbitrage : George Courtney | Spectateurs : 73 303 Arbitrage : George Courtney |
| 21:00 · Historique des rencontres | Rapport                    |         |         | Spectateurs : 73 303 Arbitrage : George Courtney | Spectateurs : 73 303 Arbitrage : George Courtney |

La Yougoslavie joue elle aussi une prolongation pour se débarrasser des Espagnols, quarts de finaliste 4 ans plus tôt. Les deux buts du match du temps réglementaire ont été inscrits dans le dernier quart d'heure, puis le but de la prolongation après seulement deux minutes.
| 26 juin 1990                      | Espagne     | 1 - 2 a. p.           | Yougoslavie       | Stadio Marc'Antonio Bentegodi, Vérone             |                                                   |
| 17:00 · Historique des rencontres | Salinas 83e | (0 - 0, 1 - 1, 1 - 2) | 78e 92e Stojković | Spectateurs : 35 500 Arbitrage : Aron Schmidhuber | Spectateurs : 35 500 Arbitrage : Aron Schmidhuber |
| 17:00 · Historique des rencontres | Rapport     |                       |                   | Spectateurs : 35 500 Arbitrage : Aron Schmidhuber | Spectateurs : 35 500 Arbitrage : Aron Schmidhuber |

L'Angleterre rejoint une fois de plus les quarts de finale en éliminant les Belges, demi-finalistes sortants, sur le plus petit des scores, après prolongation. L'unique but du match est inscrit une minute seulement avant le temps des tirs au but.
| 26 juin 1990                      | Angleterre | 1 - 0 a. p.           | Belgique | Stadio Renato Dall'Ara, Bologne                  |                                                  |
| 21:00 · Historique des rencontres | Platt 119e | (0 - 0, 0 - 0, 0 - 0) |          | Spectateurs : 34 520 Arbitrage : Peter Mikkelsen | Spectateurs : 34 520 Arbitrage : Peter Mikkelsen |
| 21:00 · Historique des rencontres | Rapport    |                       |          | Spectateurs : 34 520 Arbitrage : Peter Mikkelsen | Spectateurs : 34 520 Arbitrage : Peter Mikkelsen |

### Quarts de finale
Pour sa dernière participation avant l'éclatement du pays, la Yougoslavie est éliminée aux tirs au but par le champion du monde sortant. Durant 120 minutes, aucune équipe ne fit trembler les filets de l'autre.
| 30 juin 1990                      | Yougoslavie                                               | 0 - 0 a. p.           | Argentine                                              | Stadio Artemio Franchi, Florence                    |                                                     |
| 17:00 · Historique des rencontres |                                                           | (0 - 0, 0 - 0, 0 - 0) |                                                        | Spectateurs : 38 971 Arbitrage : Kurt Röthlisberger | Spectateurs : 38 971 Arbitrage : Kurt Röthlisberger |
| 17:00 · Historique des rencontres | Rapport                                                   |                       |                                                        | Spectateurs : 38 971 Arbitrage : Kurt Röthlisberger | Spectateurs : 38 971 Arbitrage : Kurt Röthlisberger |
| 17:00 · Historique des rencontres | Stojković · Prosinečki · Savićević · Brnović · Hadžibegić | Tirs au but 2 - 3     | Serrizuela · Burruchaga · Maradona · Troglio · Dezotti | Spectateurs : 38 971 Arbitrage : Kurt Röthlisberger | Spectateurs : 38 971 Arbitrage : Kurt Röthlisberger |

L'Italie inflige sa première défaite de la Coupe du monde à l'Irlande par un seul but inscrit par Schillaci en fin de première mi-temps.
| 30 juin 1990                      | Italie        | 1 - 0   | République d'Irlande | Stadio Olimpico, Rome                                 |                                                       |
| 21:00 · Historique des rencontres | Schillaci 38e | (1 - 0) |                      | Spectateurs : 73 303 Arbitrage : Carlos Silva Valente | Spectateurs : 73 303 Arbitrage : Carlos Silva Valente |
| 21:00 · Historique des rencontres | Rapport       |         |                      | Spectateurs : 73 303 Arbitrage : Carlos Silva Valente | Spectateurs : 73 303 Arbitrage : Carlos Silva Valente |

L'Allemagne participe à sa troisième demi-finale d'affilée en mettant définitivement fin au parcours tchécoslovaque en Coupe du monde. Le futur Ballon d'or 1990 marque sur pénalty.
| 1er juillet 1990                  | Allemagne de l'Ouest | 1 - 0   | Tchécoslovaquie | Stade Giuseppe Meazza, Milan                 |                                              |
| 17:00 · Historique des rencontres | Matthäus 25e (pen.)  | (1 - 0) |                 | Spectateurs : 73 347 Arbitrage : Helmut Kohl | Spectateurs : 73 347 Arbitrage : Helmut Kohl |
| 17:00 · Historique des rencontres | Rapport              |         |                 | Spectateurs : 73 347 Arbitrage : Helmut Kohl | Spectateurs : 73 347 Arbitrage : Helmut Kohl |

L'Angleterre met fin à la spectaculaire aventure camerounaise par un match solide gagné après prolongation par trois buts à deux. Les Three Lions participent ainsi à leur première demi-finale depuis 24 ans.
| 1er juillet 1990                  | Angleterre                                  | 3 - 2 a. p.           | Cameroun                     | Stadio San Paolo, Naples                                |                                                         |
| 21:00 · Historique des rencontres | Platt 25e · Lineker 83e (pen.), 105e (pen.) | (1 - 0, 2 - 2, 3 - 2) | 61e (pen.) Kundé · 65e Ekéké | Spectateurs : 55 205 Arbitrage : Edgardo Codesal Méndez | Spectateurs : 55 205 Arbitrage : Edgardo Codesal Méndez |
| 21:00 · Historique des rencontres | Rapport                                     |                       |                              | Spectateurs : 55 205 Arbitrage : Edgardo Codesal Méndez | Spectateurs : 55 205 Arbitrage : Edgardo Codesal Méndez |

### Demi-finales
Le champion en titre élimine le pays organisateur aux tirs au but. L'Argentine devient ainsi le troisième champion en titre à retrouver la finale 4 ans après son sacre, à la manière du Brésil en 1962 et de l'Italie en 1938.
| 3 juillet 1990                    | Italie                                            | 1 - 1 a. p.           | Argentine                                          | Stadio San Paolo, Naples                        |                                                 |
| 20:00 · Historique des rencontres | Schillaci 17e                                     | (1 - 0, 1 - 1, 1 - 1) | 67e Caniggia                                       | Spectateurs : 59 978 Arbitrage : Michel Vautrot | Spectateurs : 59 978 Arbitrage : Michel Vautrot |
| 20:00 · Historique des rencontres | Rapport                                           |                       |                                                    | Spectateurs : 59 978 Arbitrage : Michel Vautrot | Spectateurs : 59 978 Arbitrage : Michel Vautrot |
| 20:00 · Historique des rencontres | Baresi · Baggio · De Agostini · Donadoni · Serena | Tirs au but 3 - 4     | Serrizuela · Burruchaga · Olarticoechea · Maradona | Spectateurs : 59 978 Arbitrage : Michel Vautrot | Spectateurs : 59 978 Arbitrage : Michel Vautrot |

L'autre demi-finale se termine également sur un score nul de 1-1 après 120 minutes. La Mannschaft se qualifie après la séance de tirs au but et devient la première nation à disputer trois finales d'affilée.
| 4 juillet 1990                    | Allemagne de l'Ouest              | 1 - 1 a. p.           | Angleterre                                    | Stadio delle Alpi, Turin                             |                                                      |
| 20:00 · Historique des rencontres | Brehme 60e                        | (0 - 0, 1 - 1, 1 - 1) | 80e Lineker                                   | Spectateurs : 62 628 Arbitrage : José Roberto Wright | Spectateurs : 62 628 Arbitrage : José Roberto Wright |
| 20:00 · Historique des rencontres | Rapport                           |                       |                                               | Spectateurs : 62 628 Arbitrage : José Roberto Wright | Spectateurs : 62 628 Arbitrage : José Roberto Wright |
| 20:00 · Historique des rencontres | Brehme · Matthäus · Riedle · Thon | Tirs au but 4 - 3     | Lineker · Beardsley · Platt · Pearce · Waddle | Spectateurs : 62 628 Arbitrage : José Roberto Wright | Spectateurs : 62 628 Arbitrage : José Roberto Wright |

### Match pour la troisième place
L'Italie termine sa Coupe du monde chez elle sur une bonne note en arrachant la médaille de bronze face aux Anglais. Schillaci termine meilleur buteur avec 6 réalisations en 7 matchs.
| 7 juillet 1990                    | Italie                            | 2 - 1   | Angleterre | Stadio San Nicola, Bari                       |                                               |
| 20:00 · Historique des rencontres | Baggio 70e · Schillaci 86e (pen.) | (0 - 0) | 81e Platt  | Spectateurs : 51 426 Arbitrage : Joël Quiniou | Spectateurs : 51 426 Arbitrage : Joël Quiniou |
| 20:00 · Historique des rencontres | Rapport                           |         |            | Spectateurs : 51 426 Arbitrage : Joël Quiniou | Spectateurs : 51 426 Arbitrage : Joël Quiniou |

### Finale
C'est la première fois qu'une affiche d'une finale de Coupe du monde a lieu deux fois, et qui plus est deux fois d'affilée. Défaite quatre ans plus tôt par l'Argentine, l'Allemagne prend sa revanche et s'impose par le plus petit des scores grâce à un penalty contesté par les Argentins et sifflé en fin de match. C'est la première finale où le gagnant garde ses cages inviolées, ce qui sera par ailleurs le cas lors des trois finales suivantes (1994, 1998 et 2002). C'est également la première fois que le tenant du titre est battu en finale. Beckenbauer devient le deuxième entraîneur à remporter le titre mondial après l'avoir gagné en tant que joueur (après le Brésilien Mário Zagallo en 1958 et 1962 en tant que joueur puis en 1970 en tant qu'entraîneur).
| 8 juillet 1990                            | Allemagne de l'Ouest | 1 - 0   | Argentine | Stadio Olimpico, Rome                                   |                                                         |
| 20:00 (UTC+2) · Historique des rencontres | Brehme 85e (pen.)    | (0 – 0) |           | Spectateurs : 73 603 Arbitrage : Edgardo Codesal Méndez | Spectateurs : 73 603 Arbitrage : Edgardo Codesal Méndez |
| 20:00 (UTC+2) · Historique des rencontres | Rapport              |         |           | Spectateurs : 73 603 Arbitrage : Edgardo Codesal Méndez | Spectateurs : 73 603 Arbitrage : Edgardo Codesal Méndez |

| RFA | Argentine |

| RFA:              |    |                   |     |     |
|                   |    |                   |     |     |
| Gardien de but    | 01 | Bodo Illgner      |     |     |
|                   | 05 | Klaus Augenthaler |     |     |
|                   | 14 | Thomas Berthold   |     | 73e |
|                   | 04 | Jürgen Kohler     |     |     |
|                   | 06 | Guido Buchwald    |     |     |
|                   | 03 | Andreas Brehme    |     |     |
|                   | 08 | Thomas Häßler     |     |     |
|                   | 10 | Lothar Matthäus   |     |     |
|                   | 07 | Pierre Littbarski |     |     |
|                   | 18 | Jürgen Klinsmann  |     |     |
|                   | 09 | Rudi Völler       | 52e |     |
| Remplaçants :     |    |                   |     |     |
| Gardien de but    | 12 | Raimond Aumann    |     |     |
|                   | 02 | Stefan Reuter     |     | 73e |
|                   | 15 | Uwe Bein          |     |     |
|                   | 20 | Olaf Thon         |     |     |
|                   | 13 | Karl-Heinz Riedle |     |     |
| Sélectionneur :   |    |                   |     |     |
| Franz Beckenbauer |    |                   |     |     |

| ARGENTINE:      |    |                    |         |     |
|                 |    |                    |         |     |
| Gardien de but  | 12 | Sergio Goycochea   |         |     |
|                 | 20 | Juan Simón         |         |     |
|                 | 18 | José Serrizuela    |         |     |
|                 | 19 | Oscar Ruggeri      |         | 46e |
|                 | 21 | Pedro Troglio      | 84e     |     |
|                 | 17 | Roberto Sensini    |         |     |
|                 | 07 | Jorge Burruchaga   |         | 53e |
|                 | 04 | José Basualdo      |         |     |
|                 | 13 | Néstor Lorenzo     |         |     |
|                 | 10 | Diego Maradona     | 87e     |     |
|                 | 09 | Gustavo Dezotti    | 5e, 87e |     |
| Remplaçants :   |    |                    |         |     |
| Gardien de but  | 22 | Fabián Cancelarich |         |     |
|                 | 05 | Edgardo Bauza      |         |     |
|                 | 15 | Pedro Monzón       | 65e     | 46e |
|                 | 06 | Gabriel Calderón   |         | 53e |
|                 | 03 | Abel Balbo         |         |     |
| Sélectionneur : |    |                    |         |     |
| Carlos Bilardo  |    |                    |         |     |

| Assistants : Armando Pérez Hoyos Michał Listkiewicz |

## Meilleurs buteurs
6 buts
- Salvatore Schillaci

5 buts
- Tomáš Skuhravý

4 buts
- Gary Lineker
- Lothar Matthäus
- Roger Milla
- Míchel

## Anecdotes
- La Coupe du monde 1990 fut la plus pauvre au niveau de la moyenne de buts par matchs, avec 115 buts inscrits, pour une moyenne de 2,21 buts par match.
- Comme en 1970 (Allemagne de l'ouest, Brésil, Italie, Uruguay), le dernier carré regroupe quatre champions du monde (Allemagne, Angleterre, Argentine, Italie).
- L'Irlande atteint les quarts de finale sans avoir remporté le moindre match et en ayant seulement inscrit 2 buts (en 5 matchs). Elle a en effet réalisé trois nuls en poule, puis obtenu une qualification aux tirs au but face aux Roumains avant de s'incliner 1-0 face à l'Italie.
- Pour la deuxième fois d'affilée, l'Uruguay se qualifie pour les huitièmes de finale en finissant parmi les meilleurs troisièmes du premier tour.
- Diego Maradona confirme en 2005 la rumeur qu'un membre du staff de l'équipe argentine aurait offert une bouteille d'eau contenant un somnifère au joueur brésilien Branco, à la mi-temps de Brésil-Argentine.
- Cette Coupe du monde est mentionnée dans le feuilleton Heimat 3 d'Edgar Reitz (épisode 2 : Die Weltmeister - Les champions du monde), qui se situe en 1990 au moment de la réunification. Et également dans le film Good Bye, Lenin!, qui se déroule à la fin de la Guerre froide à Berlin-Est. Par l'intermédiaire des acteurs, l'on découvre le quart de finale RFA-Tchécoslovaquie et la demi-finale RFA-Angleterre. Dans le film The Van, c'est le parcours de l'équipe d'Irlande dans la compétition qui est le point de départ de l'intrigue.
- Pour la quatrième fois (deux précédents en 1954 et un troisième en 1970) et dernière fois à ce jour[Quand ?] en Coupe du monde, un tirage au sort non-éliminatoire a lieu pour départager deux équipes classées à égalité à l'issue d'une phase de poules, l'Irlande et les Pays-Bas, ceux-ci étant parfaitement ex æquo selon tous les points du règlement. Le tirage au sort attribue la place de deuxième à l'Irlande et celle de troisième aux Pays-Bas (le statut de repêché qualifié en tant que meilleur troisième étant acquis au moment de la procédure).

Premières
- C'est la première Coupe du monde où deux équipes européennes s'inclinèrent face à une équipe d'Amérique centrale : l'Écosse et la Suède, battues respectivement 1-0 et 2-1 par le Costa Rica.
- Les protège-tibias sont obligatoires pour la première fois dans une coupe du monde. Auparavant, leur port était facultatif.
- La finale donna elle aussi lieu à quelques premières :
  - La RFA fut la première équipe à disputer trois finales de coupe du monde d'affilée : défaites en 1982 et 1986, et victoire en 1990. Le Brésil rééditera cette performance mais avec plus de succès (victoire en 1994 et 2002, défaite en 1998).
  - Première fois que la finale opposa les mêmes équipes que celle de l'édition précédente : en 1986, les Argentins s'étaient imposés 3-2 face aux Allemands.
  - L'Argentin Pedro Monzón devint le premier joueur à être expulsé lors d'une finale d'un mondial. Son équipier Gustavo Dezotti fut à son tour expulsé. D'autres s'ensuivront au cours des finales suivantes : Marcel Desailly en 1998, Zinédine Zidane en 2006 et John Heitinga en 2010.
  - Pour la première fois en finale, moins de trois buts sont marqués, le champion du monde marque moins de deux buts et le vaincu n'inscrit pas le moindre but. Bodo Illgner (All) devient le premier gardien de but à préserver son but inviolé. Cela se reproduira en 1994, 1998, 2002, 2010 et 2014.
- Le Cameroun devient la toute premiére nation africaine de football á atteindre les quarts de finale d'une Coupe du monde.

Dernières
- Ce fut la dernière Coupe du monde où les gardiens furent autorisés à saisir le ballon à la main après une passe en retrait volontaire d'un équipier. La règle de la passe en retrait entra en vigueur lors de la Coupe du monde 1994 où le gardien n'eut plus le droit d'utiliser ses mains, bien qu'elle ait été introduite le 1er juillet 1992. C'est le match Égypte-Irlande, où les Égyptiens multiplièrent les passes vers leur gardien, qui influença l'introduction de cette nouvelle règle.
- Plusieurs pays furent représentés pour la dernière fois lors de ce mondial, à cause d'événements politiques : la Tchécoslovaquie, qui se scinda en Slovaquie et République tchèque en 1993 (l'équipe de Tchécoslovaquie terminera les éliminatoires de la Coupe du monde 1994 sous la bannière de « Représentation des Tchèques et des Slovaques »), et l'URSS qui se scinda en Russie et en quatorze autres états après la chute du communisme (l'équipe d'URSS terminera sous la bannière de la CEI lors de la phase finale de l'Euro 1992). Un troisième pays est également dans cas : la Yougoslavie, qui éclata à partir de 1991 en plusieurs nations : Croatie, Slovénie, Bosnie-Herzégovine, Macédoine et Yougoslavie. Cette dernière est rebaptisée en 2003 en Serbie-et-Monténégro puis se divisera de nouveau en 2006 en deux états, la Serbie et le Monténégro. L'équipe de la Fédération yougoslave de football est cependant présente en phase finale de Coupe du monde une dernière fois en 1998 sous le nom de « Yougoslavie » bien qu'elle ne représente alors plus que la Serbie et le Monténégro.
- C'est la dernière fois que la victoire rapporte 2 points. Dans l'espoir de favoriser l'attaque et la prise de risques, et pour augmenter le nombre de buts marqués, la FIFA met en effet de côté le barème historique et expérimente la victoire à 3 points lors du mondial 1994.
- Du côté disciplinaire, c'est la dernière fois qu'un joueur est sanctionné d'un match de suspension après deux cartons jaunes reçus au cours du tournoi. En 1994, les cartons jaunes reçus lors des matchs de poule sont ignorés à partir des huitièmes de finale, tous les joueurs repartant donc à « zéro carton » après le premier tour. Par exemple, si ce système avait existé lors de ce mondial, Claudio Caniggia aurait pu jouer la finale.
- C'est la dernière fois que les arbitres portent obligatoirement un équipement noir. À partir de 1994, les arbitres peuvent porter une autre couleur, ce qui leur permet notamment d'être mieux différenciés des équipes dont les couleurs peuvent prêter à confusion (comme l'Écosse qui joue en bleu marine par exemple).
- C'est la dernière fois que les joueurs ont le numéro de leur maillot seulement inscrit au dos. Lors de l'Euro 1992, les joueurs voient leur nom inscrit dans le dos et en 1994, leur numéro est également imprimé sur la face avant du maillot.